# Command & Conquer: Rivals
Command & Conquer: Rivals — бесплатная мобильная игра в жанре стратегии в реальном времени. Игра вышла на Android и iOS 4 декабря 2018 года.

## Игровой процесс
Command and Conquer: Rivals — это соревновательная многопользовательская стратегическая игра в реальном времени. Игрок может играть за GDI или NOD, где каждая фракция предлагает уникальные способности и юниты. Игрокам поручено управлять платформами, окружающими ракетную шахту. Если игроку удастся получить контроль над большим количеством платформ, чем его противнику в течение определённого времени, то ракета запустится и уничтожит базу противника.

## Сюжет
Сюжет разворачивается во вселенной компьютерной игры Command & Conquer. В 1995 году на Землю падает метеорит с внеземным веществом тибериумом. Начинается война между Братством Нод — организацией, завладевшей большей частью тибериума и стремящейся захватить мир, и Глобальным Советом Безопасности — международной военной коалицией

## Разработка
Игра была представлена на EA Play 2018 с демонстрацией игрового процесса в реальном времени, что сделало её первой игрой Command & Conquer от EA после Command & Conquer: Tiberium Alliances. В тот же день в Google Play была выпущена пре-альфа версия игры. Грег Блэк, который работал над различными играми Command & Conquer, был нанят для разработки боя в игре.

## Критика
| Сводный рейтинг | Сводный рейтинг |
| Агрегатор       | Оценка          |
| --------------- | --------------- |
| Metacritic      | 71/100          |

Игру широко раскритиковали игроки за то, что это всего лишь мобильная игра, а не полноценная стратегия в реальном времени, ею как в качестве жанра известна франшиза. Генеральный директор Redwood Studios Майкл Мартинес ответил, что команда надеется создать отличную стратегическую игру в реальном времени для мобильных платформ. Он также призвал фанатов сериала дать этой игре шанс.
Command & Conquer: Rivals была встречена критиками неоднозначно. На Metacritic она набрала 71/100.
Игра была номинирована на премию Hollywood Music in Media Awards в категории «Песня/Музыка — мобильная видеоигра».